# 云纹海猪鱼
云纹海猪鱼（学名：Halichoeres nebulosus），又稱星雲海豬魚，为輻鰭魚綱鱸形目隆头鱼科的其中一種。

## 分布
本魚分布于印度西太平洋區，包括紅海、東非、模里西斯、留尼旺、塞席爾群島、阿曼、馬爾地夫、印度、斯里蘭卡、台湾岛、日本、菲律賓、越南、印尼、菲律賓、澳洲、聖誕島、斐濟、新喀里多尼亞、帛琉等海域。该物种的模式产地在印度孟买。

## 深度
水深1-40公尺。

## 特徵
本魚體側扁，幼魚及雌魚淺灰色，並具數條暗色縱帶，腹部白色，背鰭中央具眼狀斑；雄魚體背部灰黑色，腹部淡綠色。雌、雄於腹部均具紅色區塊，特徵是眼下具斜下縱紋。尾鰭截形，背鰭硬棘9枚，背鰭軟條11枚，臀鰭硬棘3枚，臀鰭軟條11枚，體長可達12公分。

## 生態
本魚喜棲息礁岩平台，夜晚潛沙而眠，屬肉食性，以小型無脊椎動物為食，具性轉變。

## 經濟利用
可食用或做為觀賞魚。